# Сокота
Сокота (исп. Socotá) — небольшой город и муниципалитет на востоке центральной части Колумбии, на территории департамента Бояка. Входит в состав провинции Вальдеррама.

## История
Поселение, из которого позднее вырос город, было основано 19 января 1602 года.

## Географическое положение

Муниципалитет Сокота

Город расположен в восточной части департамента, в горной местности Восточной Кордильеры, к востоку от реки Чикамоча, на расстоянии приблизительно 93 километров к северо-востоку от города Тунха, административного центра департамента. Абсолютная высота — 2413 метров над уровнем моря.
Муниципалитет Сокота граничит на северо-востоке с территорией муниципалитета Чита, на севере — с муниципалитетом Херико, на северо-западе — с муниципалитетами Сативанорте и Сативасур, на западе — с муниципалитетами Соча и Таско, на юго-западе — с муниципалитетами Гамеса и Монгуа, на юго-востоке — с муниципалитетом Писба, на востоке — с территорией департамента Касанаре. Площадь муниципалитета составляет 600,11 км².

## Население
По данным Национального административного департамента статистики Колумбии, совокупная численность населения города и муниципалитета в 2015 году составляла 8128 человек.
Динамика численности населения муниципалитета по годам:
| 2005   | 2006   | 2007 | 2008 | 2009 | 2010 | 2011 | 2012 | 2013 | 2014 | 2015 |
| ------ | ------ | ---- | ---- | ---- | ---- | ---- | ---- | ---- | ---- | ---- |
| 10 295 | 10 062 | 9831 | 9609 | 9395 | 9187 | 8956 | 8757 | 8541 | 8333 | 8128 |

Согласно данным переписи 2005 года мужчины составляли 52,2 % от населения Сокоты, женщины — соответственно 47,8 %. В расовом отношении белые и метисы составляли 99,9 % от населения города; индейцы — 0,1 %.
Уровень грамотности среди всего населения составлял 82,7 %.

## Экономика
Основу экономики Сокоты составляют сельское хозяйство и добыча полезных ископаемых.

50 % от общего числа городских и муниципальных предприятий составляют предприятия торговой сферы, 43,2 % — предприятия сферы обслуживания, 6,4 % — промышленные предприятия, 0,4 % — предприятия иных отраслей экономики.